# Ferdinand Bonaventura Kinsky von Wchinitz und Tettau

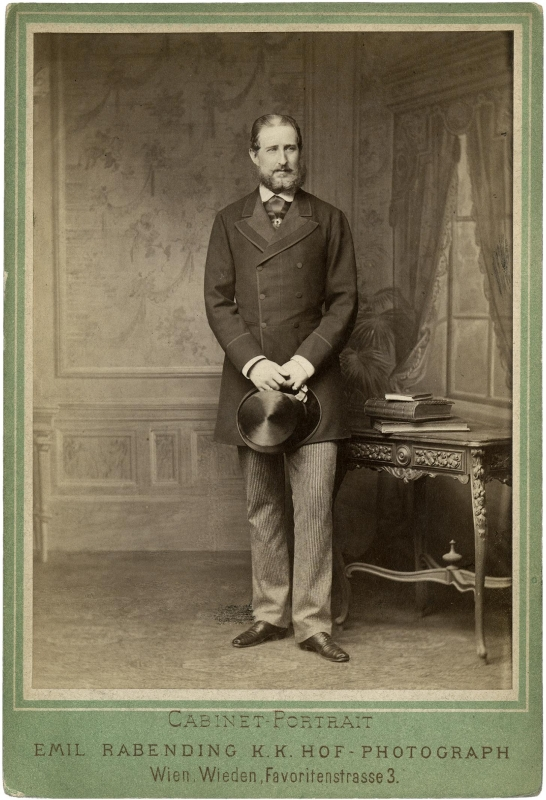
Fürst Kinsky in mittlerem Alter

Fürst Ferdinand Bonaventura Christian Josef Hieronymus Rudolf Rafael Kinsky von Wchinitz und Tettau (* 22. Oktober 1834 in Wien; † 2. Januar 1904 in Heřmanův Městec) entstammte dem Hochadel im Königreich Böhmen und war Oberhaupt des Hauses Kinsky, k. k. Kämmerer und erblicher Reichsrat.

## Biografie

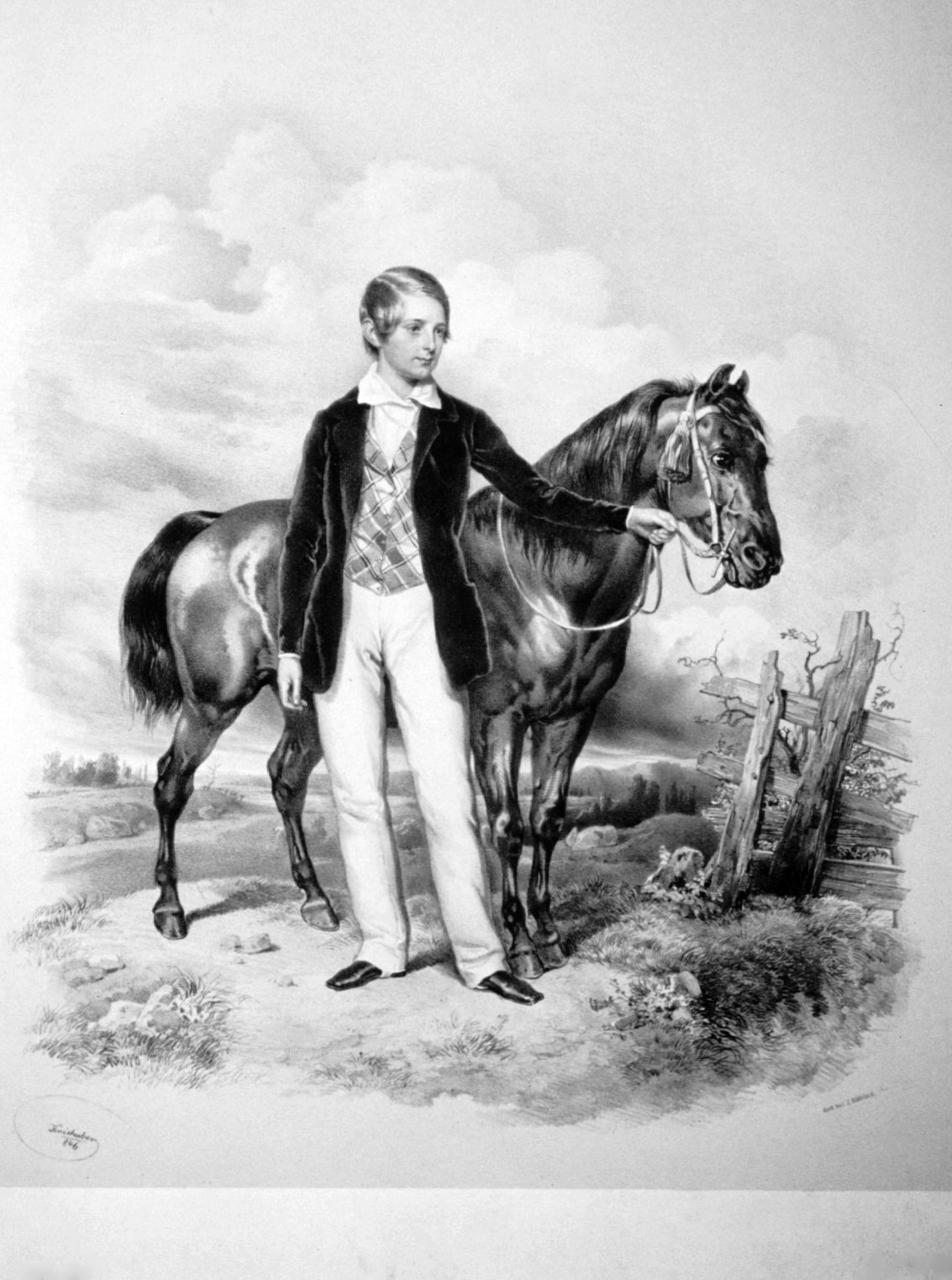
Ferdinand Bonaventura Kinsky, Lithographie von Josef Kriehuber, 1846

Er war der Sohn von Rudolf Kinsky von Wchinitz und Tettau und der Wilhelmine Elisabeth geb. von Colloredo-Mannsfeld. Nach dem Tode seines Vaters wurde er 1836 7. Fürst Kinsky in direkter Nachfolge. Bis zu seiner Volljährigkeit 1855 stand er unter der Vormundschaft seiner Mutter und seines Onkels. Am 5. April 1856 heiratete er in Wien Prinzessin Marie von und zu Liechtenstein (* 19. September 1835 in Wien; † 11. Juni 1905). Sie nannte sich nach ihrer Heirat Fürstin Marie Kinsky-Liechtenstein und galt als eine der reichsten und einflussreichsten Frauen der Wiener Aristokratie, ebenso als „wunderbar bestechende Erscheinung“ und „eine der schönsten Frauen der Residenz“. Sein Amtssitz war von 1855 bis 1904 das Chotzener Schloss. Kinsky erhielt die Ämter des k. k. Kämmerers und erblicher Reichsrates. Als Sportreiter war er mit Kaiserin Elisabeth befreundet. und starb, genau wie sein Großvater – Fürst Ferdinand von Kinsky –, bei einem Reitunfall.
Aus seiner Ehe mit der Prinzessin Lichtenstein entstammen folgende Kinder:
- Wilhelmine (* 5. April 1857; † 1. Oktober 1909) ⚭ 1878 Fürst Franz-Joseph von Auersperg (* 20. Oktober 1856; † 19. November 1938)
- Karl Rudolf Ferdinand Andreas (* 29. November 1858; † 11. Dezember 1919), 8. Fürst Kinsky ⚭ 1895 Gräfin Elisabeth von Wolff-Metternich zur Gracht (* 19. November 1874; † 20. März 1909)
- Rudolf Josef Ferdinand Damasus (* 11. Dezember 1859; † 13. März 1930), 9. Fürst Kinsky ⚭ 1881 Gräfin Maria Gabriela von Wilczek (* 24. Dezember 1858; † 27. März 1938)
- Franziska Maria Stephanie (* 26. Dezember 1861; † 11. Juli 1935) ⚭ 1879 Fürst Alfred von Montenuovo (* 16. September 1854; † 6. September 1927)
- Elisabeth Wilhelmine Maria Cyrilla Methodia (* 4. Juli 1865; † 10. Juli 1941) ⚭ 1884 Graf Joseph von Wilczek (* 12. März 1861; † 3. September 1929)
- Ferdinand Vincenz Rudolf (* 8. September 1866; † 3. Februar 1916) ⚭ 1892 Prinzessin Aglaë von Auersperg (* 28. März 1868; † 10. Mai 1919)
- Marie Clothilde (* 30. Mai 1878; † 19. Juli 1945) ⚭ 1897 Graf Ottokar Czernin von und zu Chudenitz (* 26. September 1872; † 4. April 1932)

## Auszeichnungen
- 1873 Orden vom Goldenen Vlies